# Peter Oluf Brøndsted
Peter Oluf Brøndsted (Fruering, 1780 – Copenaghen, 1842) è stato un archeologo danese.
Nel 1810 si recò a Egina per assistere ai celebri scavi archeologici che vi ebbero luogo; divenuto docente all'università di Copenaghen, fu nominato nel 1818 ambasciatore nello Stato Pontificio.
Dopo vari soggiorni in Sicilia e a Londra, Brøndsted si trasferì a Parigi (1828), ove rimase fino al 1832. Fu autore dell'opera Viaggi e ricerche archeologiche in Grecia.